# Dolicheremaeus mariehammerae
Dolicheremaeus mariehammerae är en kvalsterart som beskrevs av Corpuz-Raros 1991. Dolicheremaeus mariehammerae ingår i släktet Dolicheremaeus och familjen Tetracondylidae. Inga underarter finns listade i Catalogue of Life.